# 4. únor
4. únor je 35. den roku podle gregoriánského kalendáře. Do konce roku zbývá 330 dní (331 v přestupném roce). Svátek má Jarmila.

## Události

### Česko
- 1600 – Tycho Brahe a Johannes Kepler se poprvé setkali v Benátkách nad Jizerou.
- 1719 – V Praze vyšly první české noviny "Sobotní (outerní) pražské poštovní noviny z rozličných zemí a krajin přicházejících s obzvláštním jeho císařské a královské milosti obdarováním."
- 1900 – V Praze byl založen Pražský automobilový klub.
- 1920 – Na základě Versailleské smlouvy bylo k Československu připojeno Hlučínsko.
- 1994 – Začala vysílat televize Nova.

### Svět
- 0900 – Sedmiletý Ludvík IV., přezdívaný Dítě, je jmenován na shromáždění ve Forchheimu (dnešní Bavorsko) východofranským králem
- 1169 – Silné zemětřesení na pobřeží Sicílie zapříčinilo smrt tisíců lidí, obzvláště v Catanii.
- 1932 – V Lake Placid byly zahájeny III.Zimní olympijské hry.
- 1938 – Adolf Hitler se stal vrchním velitelem ozbrojených sil v Německu.
- 1942
  - V tajném projevu k nacistickým pohlavárům vyložil Reinhard Heydrich plán na „konečné řešení české otázky“.
  - Odehrála se Bitva v Makassarském průlivu.
- 1944 – Japonci zahájili ofenzívu proti Britům v Barmě.
- 1945 – Začala jaltská konference.
- 1948 – Srí Lanka získala nezávislost.
- 1961
  - Odstartovala 1VA (proto-Veněra) – pro selhání motoru 4. stupně neopustila parkovací orbitu Země.
  - Sputnik 7 – pokus o dopad na Venuši.
- 2003 – Rozpadla se Svazová republika Jugoslávie.
- 2005
  - Ukrajinský parlament schválil opoziční političku Julii Tymošenkovou do funkce předsedkyně vlády.
  - Javal Davis, americký voják, který se koncem roku 2003 podílel na mučení iráckých vězňů v bagdádské věznici Abú Ghrajb, byl americkým vojenským soudem odsouzen k 6 měsícům vězení a propuštění z armády.
  - V Iráku byla skupinou islámských radikálů unesena italská novinářka Giuliana Sgrenová.
- 2011 – poprvé po 22 letech byl obsazen prezidentský úřad v Barmě, parlament zvolil dosavadního premiéra Thein Seina

## Narození

### Česko

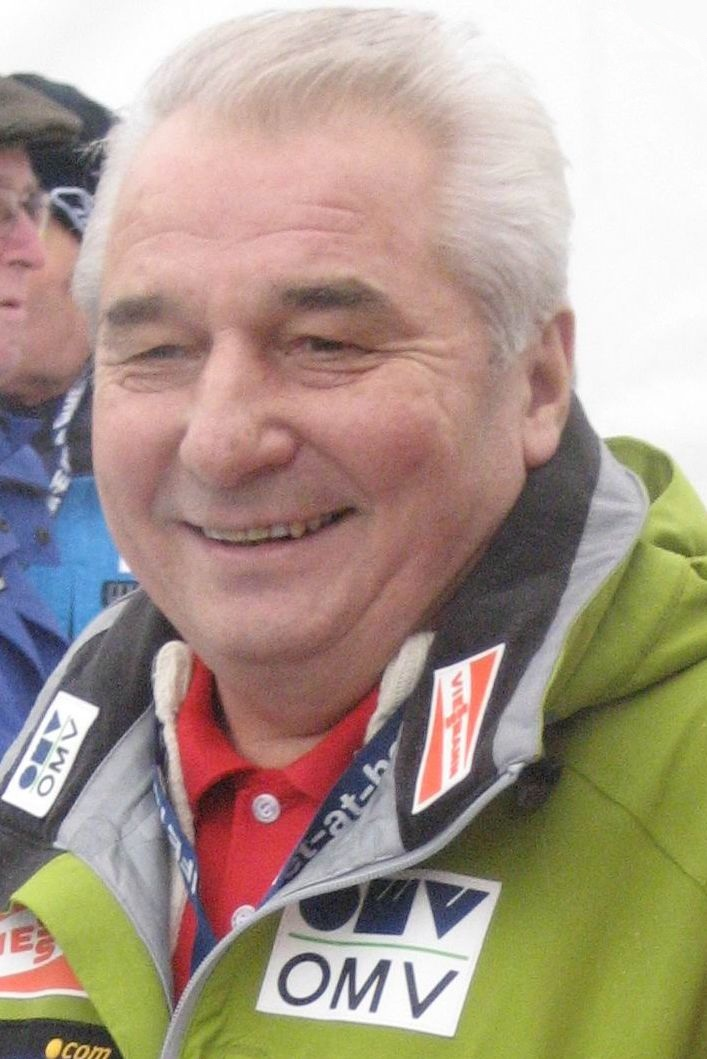
Jiří Raška (* 1941)

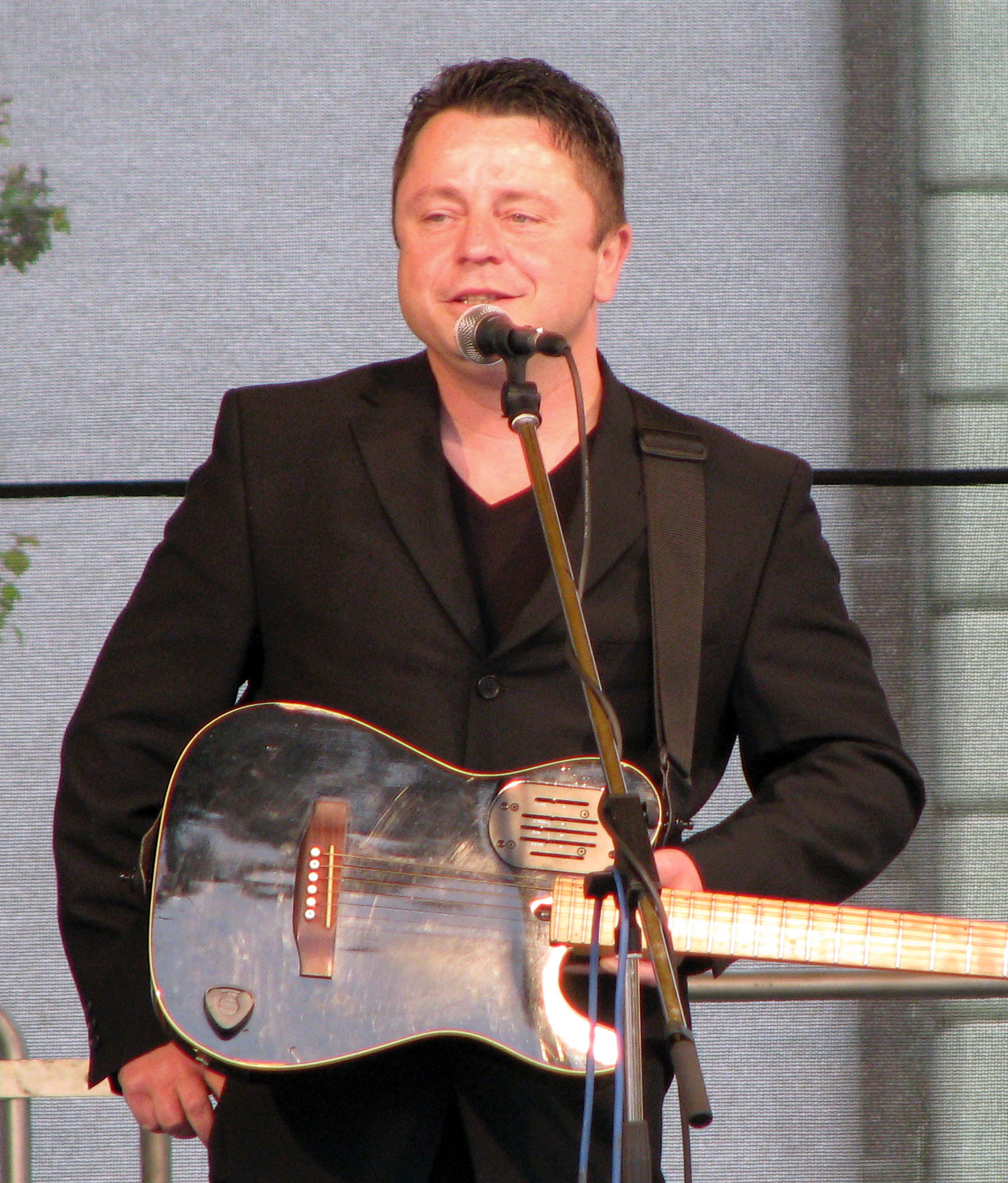
Petr Muk (* 1965)

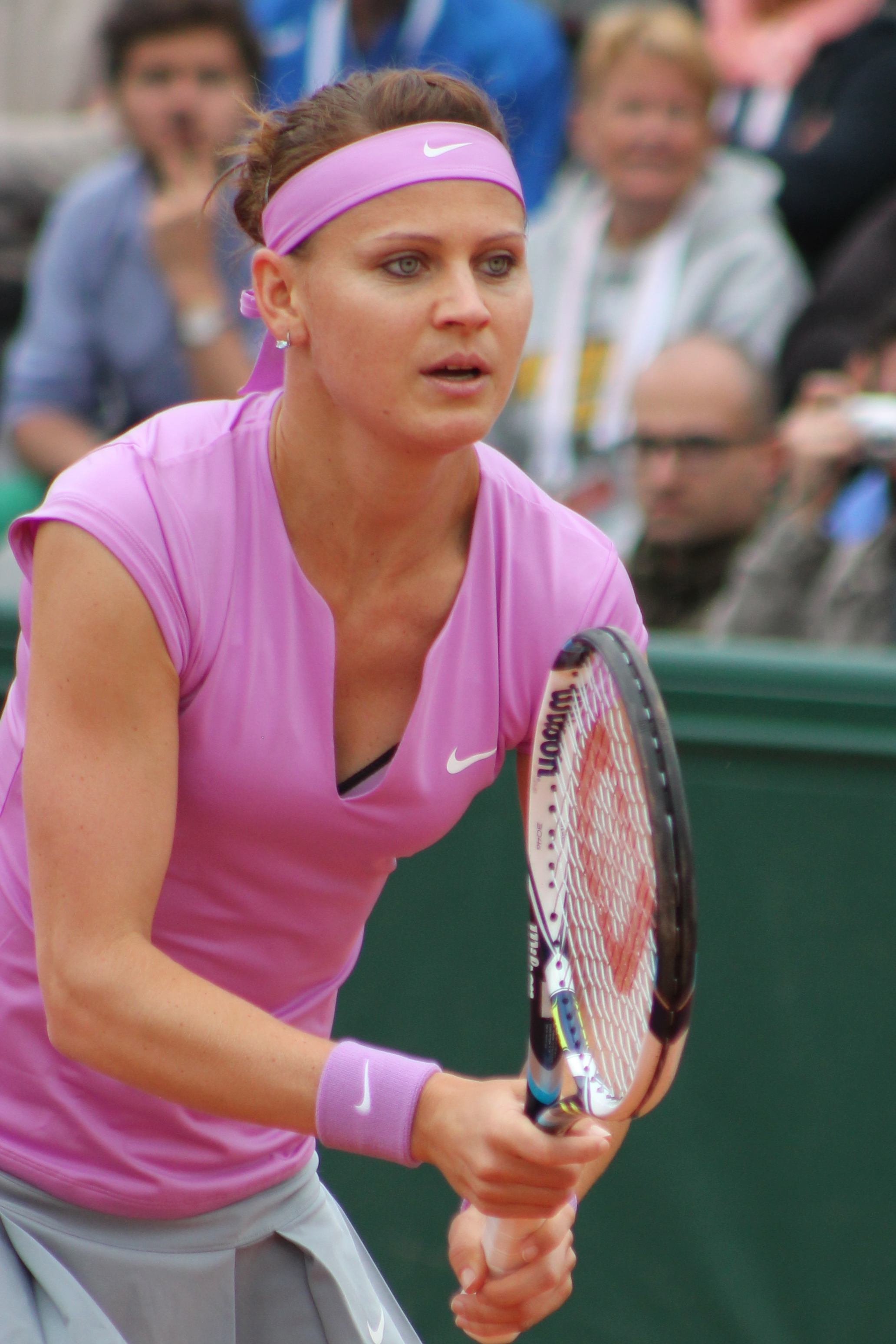
Lucie Šafářová (* 1987)

- 1687 – Alexandr Antonín Ignác Šamský, český lékař († 2. ledna 1715)
- 1808 – Josef Kajetán Tyl, český dramatik a spisovatel († 11. července 1856)
- 1811 – Matěj Procházka, vlastenecký kněz, autor prací z církevních dějin a sociální nauky církve († 26. listopadu 1889)
- 1814 – Václav Frost, kněz, pedagog a průkopník bilingvální výuky neslyšících († 21. června 1865)
- 1820 – Božena Němcová, česká spisovatelka († 21. ledna 1862)
- 1835 – František Bohumír Zvěřina, český malíř († 27. prosince 1908)
- 1854 – Václav Rubeška, český lékař, porodník a gynekolog († 25. května 1933)
- 1859 – Matěj Netval, právník a překladatel († 23. srpna 1947)
- 1861 – Kateřina Thomová, zakladatelka žambereckého muzea († 5. května 1952)
- 1863 – František Hasa, strojní inženýr, rektor ČVUT († 27. března 1945)
- 1867 – Theobald Scharnagl, opat cisterciáckého kláštera v Oseku († 9. červen 1943)
- 1868 – Karel Prášek, československý ministr zemědělství († 13. února 1932)
- 1874 – Wenzel Salomon, český malíř německé národnosti († 7. června 1953)
- 1883 – Miloš Marten, spisovatel, literární a výtvarný kritik a překladatel († 23. července 1917)
- 1886 – Roman Cikhart, pedagog, spisovatel a regionální historik († 10. září 1957)
- 1887 – František Salesius Frabša, český politik, novinář, spisovatel a překladatel († 10. června 1956)
- 1892 – Josef Jiříkovský, český sochař a medailér († 10. listopadu 1950)
- 1894 – Alfons Gabriel, rakouský cestovatel († 28. května 1975)
- 1902 – Jiří Cvetler, právní historik, papyrolog a slavista († 16. září 1991)
- 1903 – Josef Veverka, politik, oběť komunistického režimu († 8. října 1971)
- 1915 – Josef Vanc, voják a příslušník výsadku Carbon († 7. května 1944)
- 1921 – Jan Machoň, spisovatel, novinář a politik († 27. dubna 1994)
- 1923 – Karel Rektorys, matematik († 10. prosince 2004)
- 1926
  - Jaroslav Hájek, matematik († 10. června 1974)
  - Jan Lužný, šlechtitel a expert na zahradnictví († 29. ledna 2013)
- 1928 – Jiří Císler, herec, režisér, spisovatel a hudebník († 17. dubna 2004)
- 1929 – Jan Procházka, politik, český spisovatel a scenárista († 20. února 1971)
- 1930 – Otto Janka, skaut, spisovatel, scenárista a publicista († 28. srpna 2009)
- 1931 – Oldřich Kopal, český horolezec († 16. června 2011)
- 1932 – Dagmar Hubálková, československá hráčka basketbalu († 5. května 2019)
- 1937
  - Josef Protiva, český novinář, scenárista a režisér († 18. února 2017)
  - Albert Černý, český herec a politik
- 1941
  - Vladimír Wolf, historik, archivář († 23. prosince 2019)
  - Jiří Raška, český skokan na lyžích († 20. ledna 2012)
- 1946 – Vladimíra Čerepková, česká básnířka († 11. srpna 2013)
- 1947 – Ludvík Hess, český novinář, spisovatel a chovatel koní
- 1948 – Jaroslav Večeřa, režisér
- 1951 – Kamil Brabenec, basketbalista
- 1956 – Hynek Jurman, spisovatel
- 1964 – Roman Prymula, epidemiolog
- 1965 – Petr Muk, český zpěvák († 24. května 2010)
- 1973 – Petr Horký, český režisér, spisovatel a polárník
- 1987 – Lucie Šafářová, česká tenistka

### Svět

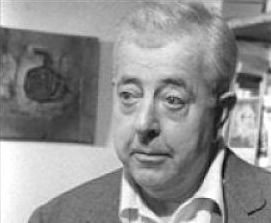
Jacques Prévert (* 1900)

Charles Lindbergh (* 1902)

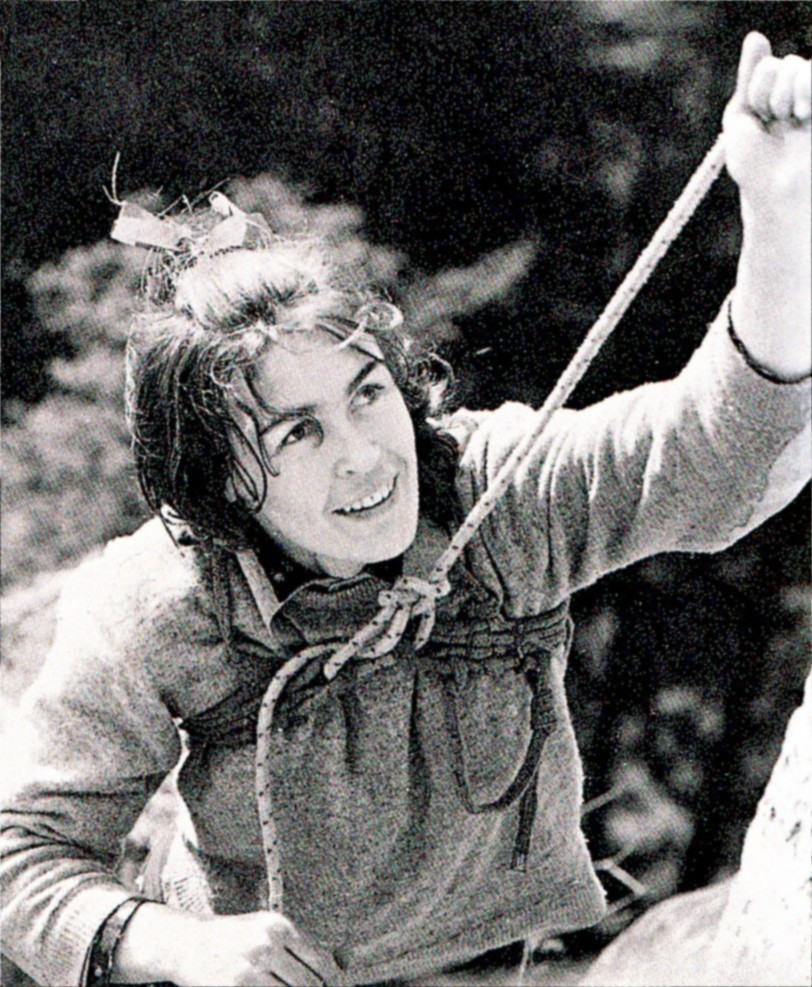
Wanda Rutkiewicz (* 1943)

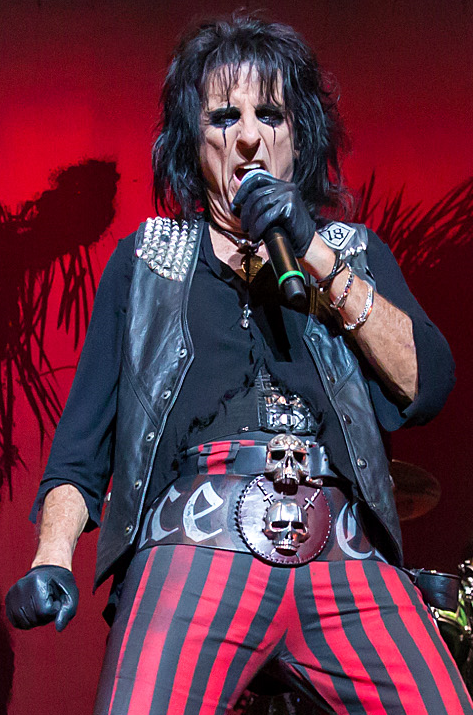
Alice Cooper (* 1948)

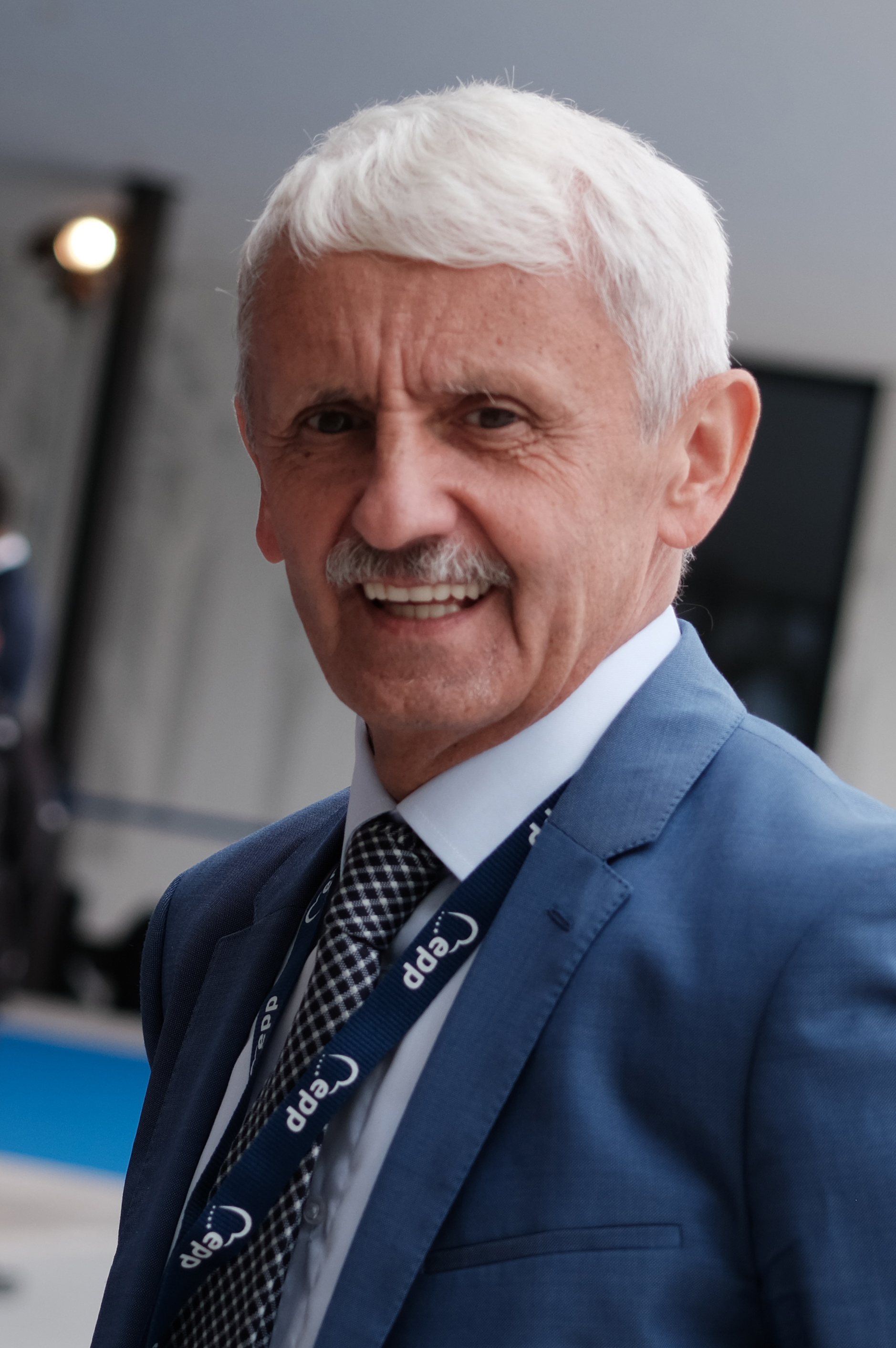
Mikuláš Dzurinda (* 1955)

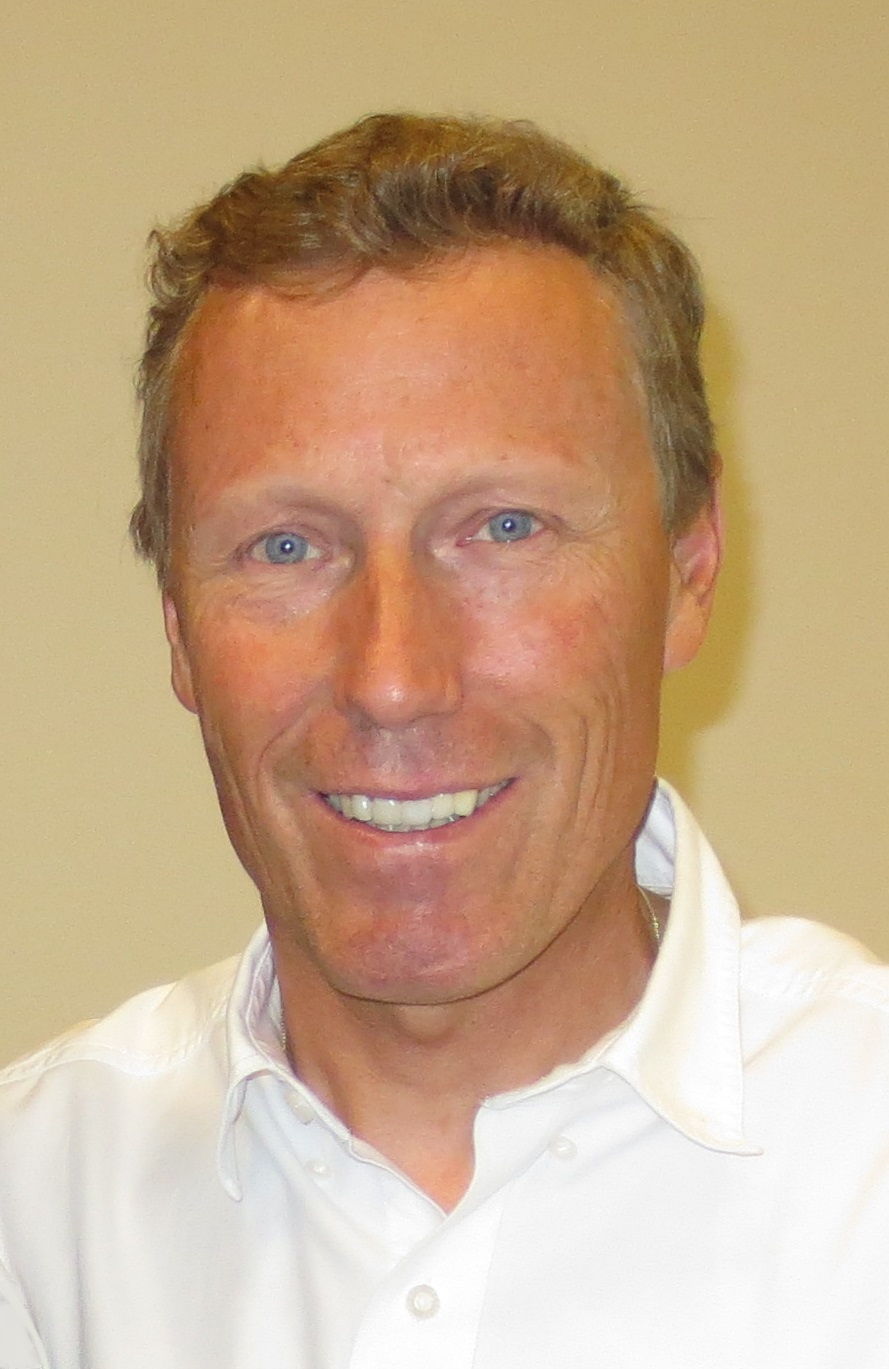
Pirmin Zurbriggen (* 1963)

- 1337 – Ludvík II. Bourbonský, vévoda bourbonský († 10. srpna 1410)
- 1338 – Ludvík Sicilský, sicilský král († 16. října 1355)
- 1495 – František II. Maria Sforza, milánský vévoda († 24. října 1535)
- 1505 – Mikołaj Rej, polský renesanční básník a spisovatel, kalvínský teolog († 1569)
- 1515 – Mikuláš Kryštof Radziwiłł, polsko-litevský šlechtic († 28. května 1565)
- 1575 – Pierre de Bérulle, francouzský katolický kněz, kardinál († 2. října 1629)
- 1642 – Vincent Placcius, německý spisovatel († 6. dubna 1699)
- 1667 – Alessandro Magnasco, italský pozdně barokní malíř († 12. března 1749)
- 1676 – Giacomo Facco, barokní hudební skladatel, dirigent a houslista († 16. února 1753)
- 1682 – Johann Friedrich Böttger, objevitel výroby porcelánu († 13. března 1719)
- 1687 – Joseph Effner, německý architekt († 23. února 1745)
- 1740
  - Carl Michael Bellman, švédský básník a skladatel († 11. února 1795)
  - Adam-Philippe de Custine, francouzský generál († 28. srpna 1793)
- 1746 – Tadeusz Kościuszko, polský generál a organizátor povstání za samostatnost Polska († 15. října 1817)
- 1750 – Johanna Gabriela Habsbursko-Lotrinská, dcera Marie Terezie († 23. prosince 1762)
- 1778 – Augustin Pyramus de Candolle, švýcarský botanik († 9. září 1841)
- 1804 – Ulrika von Levetzow, přítelkyně Goetha († 13. listopadu 1899)
- 1811 – Petr Julián Eymard, francouzský kněz prohlášený za svatého († 1. srpna 1868)
- 1815 – Josip Juraj Strossmayer, chorvatský teolog, spisovatel a politik († 8. května 1905)
- 1820 – Alphonse Bernoud, francouzský fotograf († 24. listopadu 1889)
- 1830
  - Ivan Petrovič Larionov, ruský hudební skladatel, literát a folklorista († 4. května 1889)
  - Alžběta Saská, saská princezna († 14. srpna 1912)
- 1841 – Hermenegildo Cardos de Brito Capelo, portugalský průzkumník afrického kontinentu († 4. května 1917)
- 1843 – Alexander Wielemans von Monteforte, rakouský architekt († 7. října 1911)
- 1846 – Nikolaj Umov, ruský fyzik († 28. ledna 1915)
- 1862
  - Hjalmar Hammarskjöld, premiér Švédska († 12. října 1953)
  - Édouard Estaunié, francouzský spisovatel († 2. dubna 1942)
- 1868 – Constance Markiewiczová, irská politička († 15. července 1927)
- 1871 – Friedrich Ebert, první německý prezident († 28. února 1925)
- 1872 – Goce Delčev, bulharsko-makedonský revolucionář († 4. května 1903)
- 1873 – Étienne Desmarteau, kanadský olympijský vítěz v hodu břemenem z roku 1904 († 29. října 1905)
- 1875 – Ludwig Prandtl, německý fyzik († 15. srpna 1953)
- 1879 – Jacques Copeau, divadelní režisér, producent, herec a dramatik († 20. října 1949)
- 1881
  - Kliment Jefremovič Vorošilov, sovětský politik († 2. prosince 1969)
  - Fernand Léger, francouzský malíř a sochař († 17. srpna 1955)
- 1883
  - George Bell, biskup z Chichesteru, ekumenista, politik († 3. října 1958)
  - Viktor Emil von Gebsattel, německý lékař, psycholog, personalistický filosof a spisovatel († 22. března 1976)
- 1887 – Ijasu V., etiopský císař († 25. listopadu 1935)
- 1889 – Pitirim Sorokin, rusko-americký sociolog a teoretik kultury († 11. února 1968)
- 1892
  - Ján Hrušovský, slovenský spisovatel († 7. března 1975)
  - Andreu Nin, katalánský revolucionář († 22. června 1937)
- 1897 – Ludwig Erhard, německý kancléř († 5. května 1977)
- 1900 – Jacques Prévert, francouzský básník († 11. dubna 1977)
- 1901 – Jascha Heifetz, litevský houslista († 10. prosince 1987)
- 1902 – Charles Lindbergh, americký letec († 26. srpna 1974)
- 1905 – František Josef Toskánský, rakouský arcivévoda, princ toskánský a vévoda madridský († 9. května 1975)
- 1906
  - Dietrich Bonhoeffer, německý teolog, filosof a bojovník proti nacismu († 9. dubna 1945)
  - Clyde Tombaugh, americký astronom († 17. ledna 1997)
- 1909 – Pavol Braxatoris, slovenský libretista, textař a jeden ze zakladatelů slovenské operety († 19. ledna 1980)
- 1913 – Rosa Parksová, bojovnice za lidská práva († 24. října 2005)
- 1914 – Vladimir Dedijer, srbský partyzán a komunistický politik († 30. listopadu 1990)
- 1920
  - Štefan Mašlonka, slovenský sportovní novinář a rozhlasový reportér († 30. října 2000)
  - Cyril Zálešák, slovenský choreograf, hudebník a folklorista († 6. dubna 2013)
- 1921
  - Ladislav Grosman, slovenský spisovatel († 21. ledna 1981)
  - Betty Friedanová, americká spisovatelka a feministická aktivistka († 4. února 2006)
  - Fatma Neslişah, princezna Osmanské říše a princezna Egypta († 2. února 2012)
- 1922 – Jakob Savinšek, slovinský sochař a ilustrátor († 17. srpna 1961)
- 1923 – Conrad Bain, kanadsko-americký herec († 14. ledna 2013)
- 1925
  - Arne Åhman, švédský olympijský vítěz v trojskoku († 5. července 2022)
  - Arno Puškáš, slovenský horolezec, publicista († 9. června 2001)
- 1926 – Gyula Grosics, maďarský fotbalista († 13. června 2014)
- 1929 – Josef Starkl, rakouský zahradník působící v Čechách († 13. července 2005)
- 1930 – Borislav Pekić, srbský spisovatel († 2. července 1992)
- 1931 – Isabel Martínez de Perón, prezidentka Argentiny
- 1940 – John Schuck, americký herec
- 1941 – John Steel, britský bubeník
- 1942 – Faruq Z. Bey, americký jazzový saxofonista, básník a hudební skladatel († 1. června 2012)
- 1943
  - Wanda Rutkiewiczová, polská horolezkyně, alpinistka († 13. května 1992)
  - Ken Thompson, americký programátor
- 1944 – Miklós Páncsics, maďarský fotbalový reprezentant († 7. srpna 2007)
- 1945 – John Stubblefield, americký jazzový saxofonista († 4. července 2005)
- 1947 – Dan Quayle, americký státník a politik
- 1948 – Alice Cooper, americký rockový zpěvák, textař a hudebník
- 1951 – Patrick Bergin, irský divadelník a filmový herec
- 1952
  - Lisa Eichhorn, americká herečka, spisovatelka
  - Jerry Shirley, anglický rockový bubeník
- 1954 – Šigeru Čiba, japonský herec
- 1955 – Mikuláš Dzurinda, slovenský politik
- 1956 – Dylan Fowler, velšský kytarista
- 1957 – Walter van Beirendonck, belgický módní návrhář
- 1960 – Jenette Goldstein, americká herečka
- 1963 – Pirmin Zurbriggen, švýcarský lyžař
- 1970 – James Murphy, americký hudebník
- 1973 – Oscar de la Hoya, americký boxer
- 1974 – Lee Pearson, britský jezdec, paralympionik
- 1979 – Giorgio Pantano, italský automobilový závodník
- 1990 – Nairo Quintana, kolumbijský cyklista
- 1994 – Josua Tuisova, fidžijský ragbista
- 1995 – Lisa Vittozzi, italská biatlonistka

## Úmrtí

### Česko

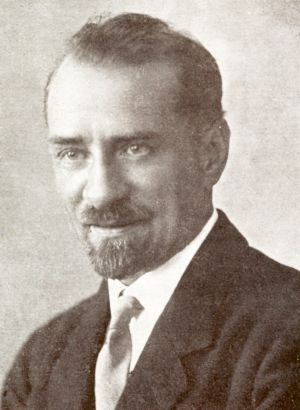
Emanuel Kodet († 1954)

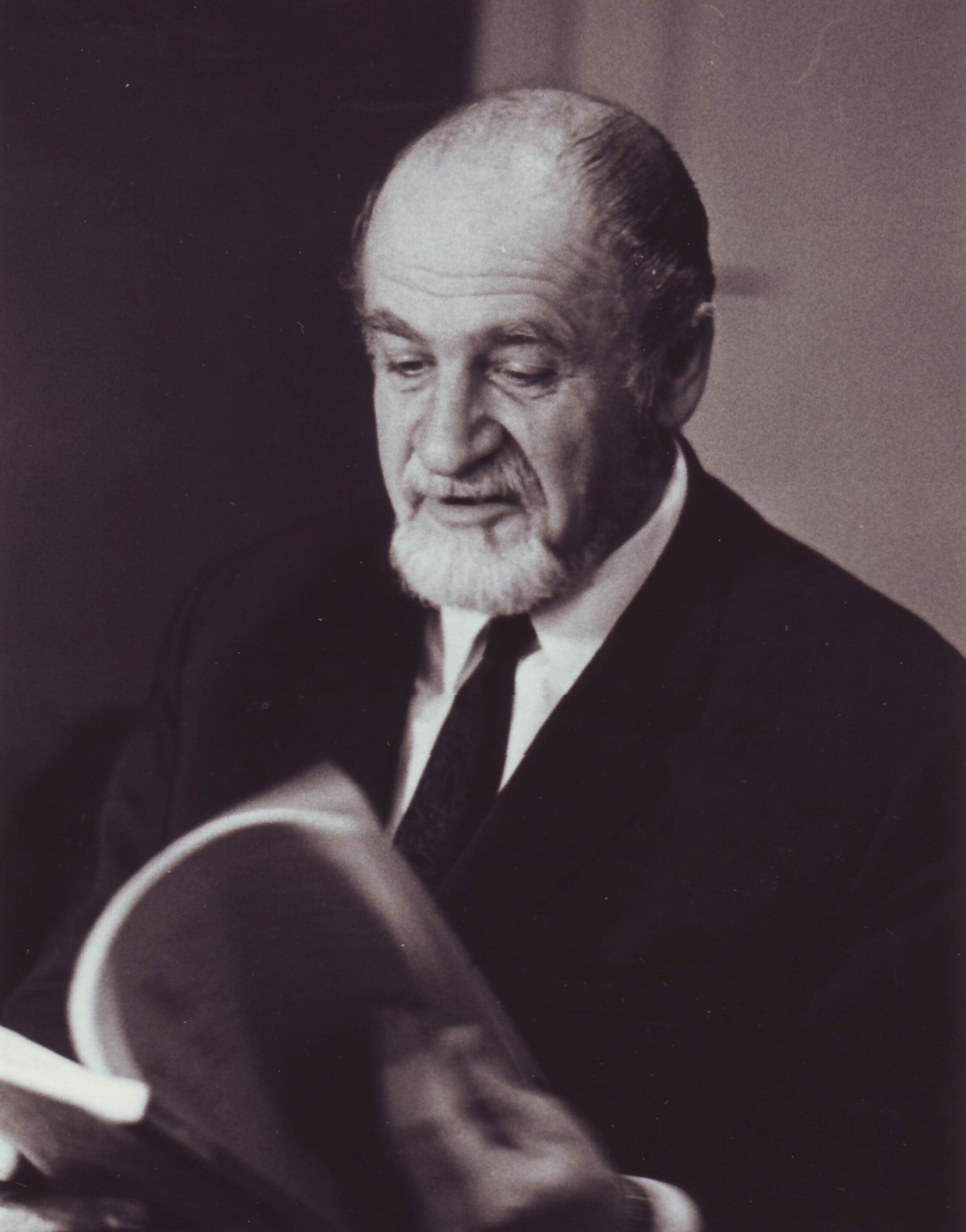
Felix le Breux († 1974)

- 1745 – Ignác Hubatka, český hudební skladatel (* 1697 resp. 1698)
- 1786 – Johann Nepomuk Kniebandl von Ehrenzweig, zemský advokát a profesor práv (* 1733)
- 1820 – Bohumír Dlabač, kněz, básník, knihovník a sběratel (* 17. července 1758)
- 1864 – Jan Václav Chmelenský, český hudební skladatel (* 12. dubna 1778)
- 1869 – Josef Pfeiffer, podnikatel a politik německé národnosti (* 13. listopadu 1808)
- 1898 – Emanuel Pötting-Persing, šlechtic, mecenáš a katolický kněz (* 25. října 1819)
- 1909 – Antonín Rezek, český historik a politik (* 13. ledna 1853)
- 1925 – Ernst Hirsch, československý politik německé národnosti (* 5. prosince 1874)
- 1929 – Hugo Salus, pražský německy píšící spisovatel a básník (* 5. srpna 1866)
- 1930 – Rudolf Zamrzla, český sbormistr, dirigent a skladatel (* 21. ledna 1869)
- 1931 – Jiří Skorkovský, československý politik (* 1. února 1873)
- 1933 – Bohumil Pták, operní pěvec (* 14. června 1869)
- 1952 – Bedřich Plaške, malíř a operní pěvec, barytonista (* 7. ledna 1875)
- 1954
  - Emanuel Kodet, český sochař, malíř a grafik (* 23. března 1880)
  - Richard Fischer, československý politik (* 27. března 1872)
  - Václav Vačkář, hudební skladatel (* 12. srpna 1881)
- 1966 – Karel Honzík, architekt, teoretik architektury (* 24. září 1900)
- 1968 – Josef Augusta, český paleontolog a spisovatel (* 17. března 1903)
- 1974 – Felix le Breux, herec (* 5. dubna 1918)
- 1977 – Karel Řičář, československý politik (* 23. října 1900)
- 1979 – Jindřich Křeček, malíř, karikaturista a účastník zahraničního odboje (* 7. března 1909)
- 1982 – Rudolf Černý, dělník, havíř a spisovatel (* 12. prosince 1920)
- 1992 – Marie Švermová, československá politička (* 17. srpna 1902)
- 2002 – Helena Friedrichová, česká herečka (* 19. června 1955)
- 2008
  - Otto Lackovič, český herec slovenského původu (* 5. dubna 1927)
  - Petr Pokorný, český hudební skladatel a klavírista (* 16. listopadu 1932)
- 2009 – Josef Smolík, český evangelický teolog (* 27. března 1922)
- 2010 – Václav Břicháček, český psycholog, čestný náčelník skautské organizace (* 14. června 1930)
- 2012 – Václav Dosbaba, český malíř, výtvarník a grafik (* 8. ledna 1945)
- 2015 – Pavel Jurkovič, hudebník, zpěvák, skladatel a popularizátor lidových písní (* 18. srpna 1933)

### Svět

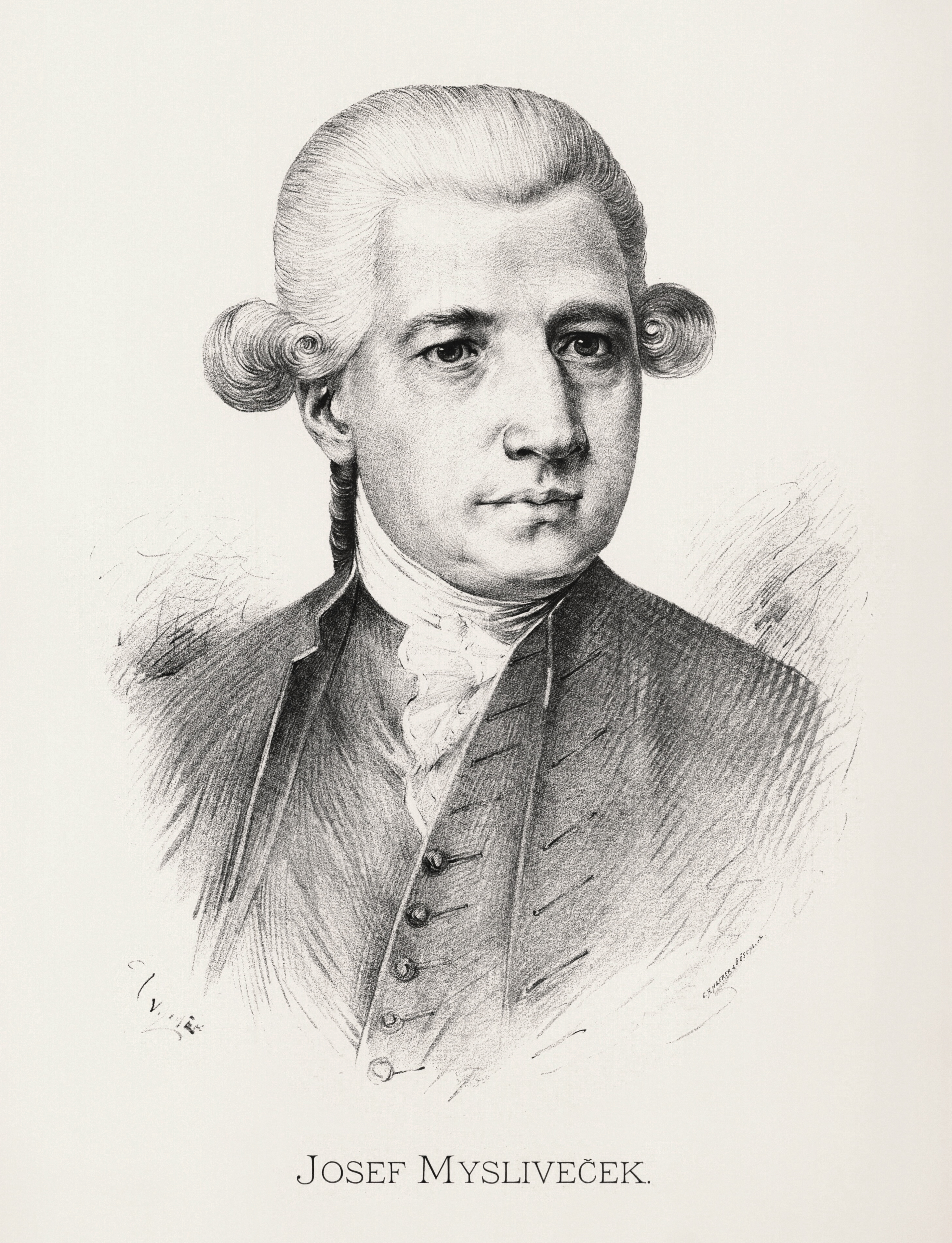
Josef Mysliveček († 1781)

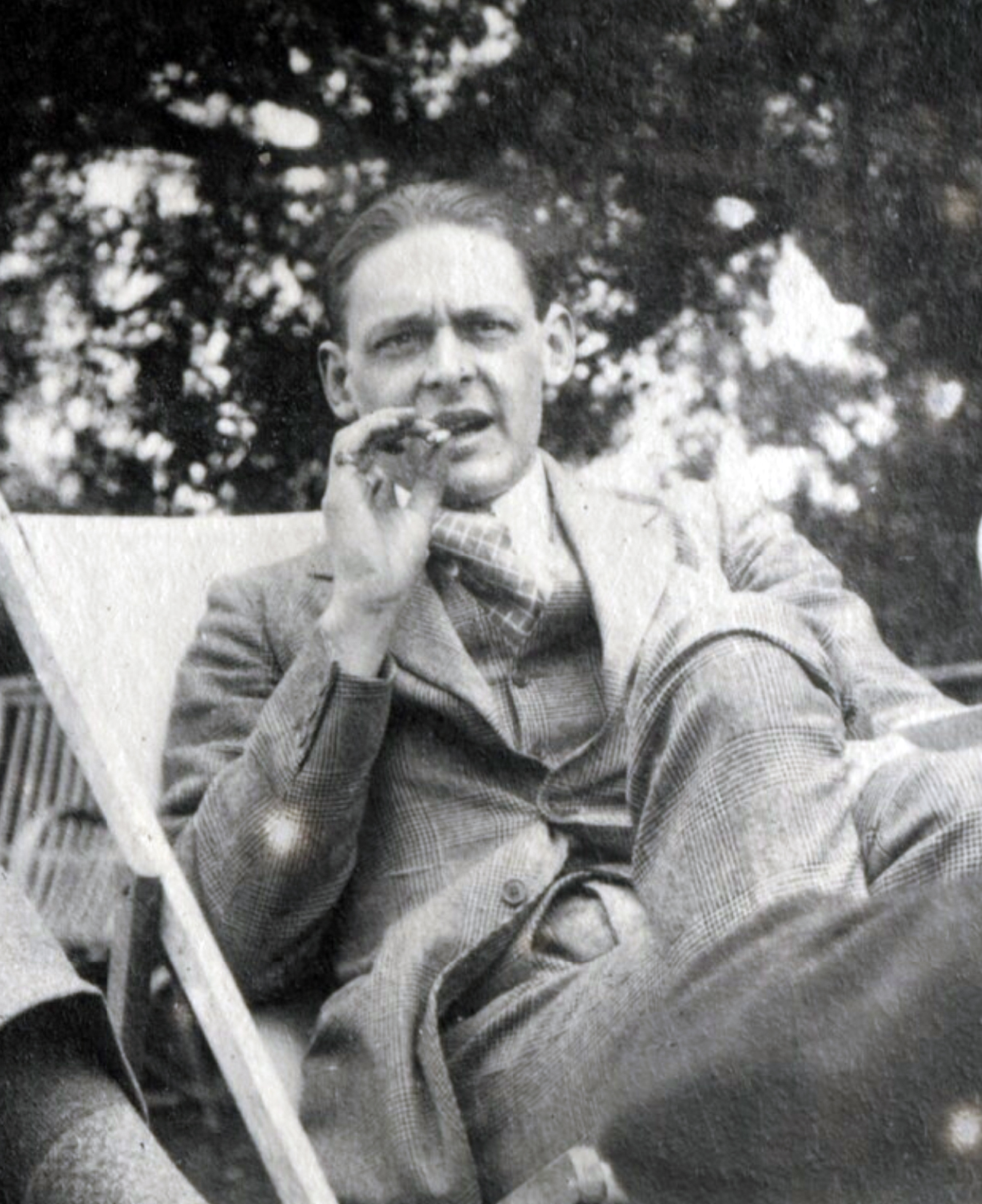
T.S. Eliot († 1965)

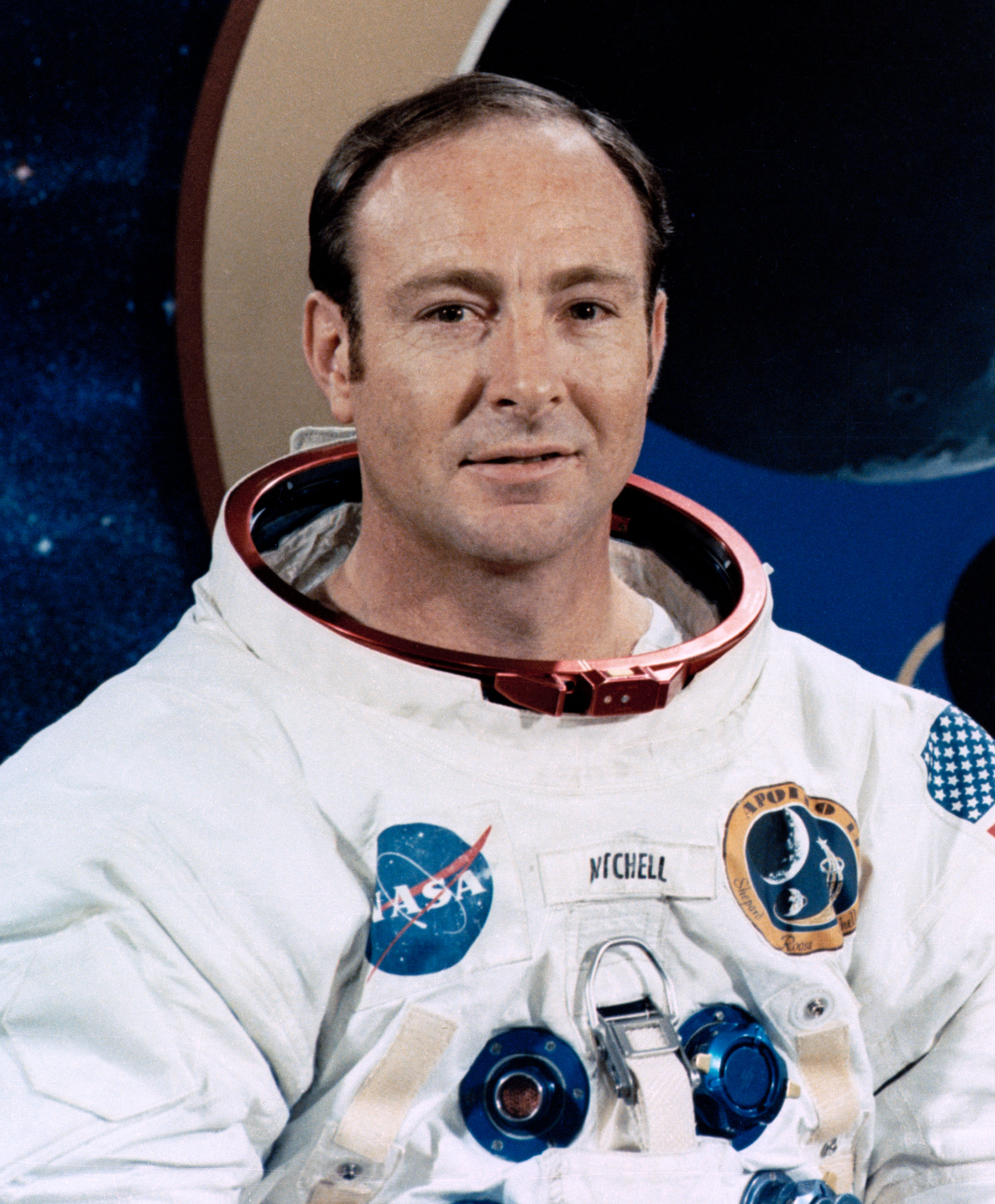
Edgar Mitchell († 2016)

- 0211 – Septimius Severus, římský císař (* 11. dubna 146)
- 1498 – Antonio del Pollaiolo, italský renesanční malíř a sochař (* 1433)
- 1505 – Johana Francouzská, francouzská královna (* 23. dubna 1464)
- 1689 – Francesco Alberti di Pola, tridentský biskup (* 22. května 1610)
- 1691 – Paul Amman, německý lékař a botanik (* 31. srpna 1634)
- 1694 – Natálie Kirillovna Naryškinová, ruská carevna, druhá manželka Alexeje I. Michajloviče (* 1. září 1651)
- 1713 – Anthony Ashley Cooper, anglický filozof (* 26. února 1671)
- 1746 – Robert Blair, skotský básník (* 17. dubna 1699)
- 1781 – Josef Mysliveček, český hudební skladatel (* 9. března 1737)
- 1814 – Leopold Schulz von Straßnitzki, rakouský vědec, politik a úředník (* 5. října 1743)
- 1824 – Maria Anna Falcko-Zweibrückenská, bavorská vévodkyně (* 18. července 1753)
- 1843 – Theodoros Kolokotronis, řecký vojevůdce a národní hrdina (3. dubna 1770)
- 1847 – Henri Dutrochet, francouzský botanik (* 14. listopadu 1776)
- 1853 – Marie Amálie Brazilská, dcera brazilského císaře Pedra I. (* 1. prosince 1831)
- 1871
  - Shamil, vládce Dagestánu, Čečenska a Circassia (* 26. června 1797)
  - Hermann von Pückler-Muskau, německý šlechtic, voják, cestovatel (* 30. října 1785)
- 1880 – Francis de La Porte de Castelnau, francouzský přírodovědec (* 25. prosince 1810)
- 1894
  - Louis Lewandowski, německý skladatel synagogální hudby (* 23. dubna 1821)
  - Adolphe Sax, vynálezce saxofonu (* 6. listopadu 1814)
- 1902 – George N. Barnard, americký fotograf (* 23. prosince 1819)
- 1908 – Herrmann Bachstein, německý stavitel železnic (* 15. dubna 1834)
- 1909 – Charles Roscoe Savage, britský fotograf (* 16. srpna 1832)
- 1911 – Piet Cronje, búrský generál (* asi 1840)
- 1918 – Max Wickenburg, ministr veřejných prací Předlitavska (* 21. března 1857)
  - 1925 – Robert Koldewey, německý archeolog a architekt (* 10. září 1855)
- 1928 – Hendrik Antoon Lorentz, nizozemský fyzik (* 18. července 1853)
- 1933 – Jean Gilletta, francouzský fotograf (* 1. května 1856)
- 1936 – Wilhelm Gustloff, švýcarský nacista (* 30. ledna 1895)
- 1939 – Edward Sapir, americký jazykovědec a antropolog (* 26. ledna 1884)
- 1944
  - Arsen Kotsojev, osetský spisovatel (* 15. ledna 1872)
  - Yvette Guilbertová, francouzská zpěvačka a herečka (* 20. ledna 1865)
- 1946 – Milan Nedić, srbský generál a politik (* 2. září 1878)
- 1947 – Luigi Russolo, italský malíř a kritik umění, experimentální hudby (* 30. duben 1885)
- 1950 – Jan Bułhak, polský fotograf, etnograf a folklorista (* 6. října 1876)
- 1951 – Cecil Gant, americký bluesový zpěvák (* 4. dubna 1913)
- 1953 – Chajim Kugel, československý a izraelský politik (* 1897)
- 1956 – Savielly Tartakower, šachový velmistr a teoretik (* 22. února 1887)
- 1958
  - Henry Kuttner, americký spisovatel science fiction (* 7. dubna 1915)
  - Stanisław Rospond, polský biskup (* 31. srpna 1877)
- 1964 – Alfred Wiener, německý bojovník proti antisemitismu a rasismu (* 16. března 1885)
- 1965 – Thomas Stearns Eliot, americký básník a esejista (* 1888)
- 1967 – Igo Etrich, rakouský letecký konstruktér (* 25. prosince 1879)
- 1968
  - Neal Cassady, jeden z hlavních představitelů beatnické generace (* 8. února 1926)
  - Ján Mudroch, slovenský malíř (* 28. března 1909)
- 1974 – Šatendranáth Bose, indický fyzik (* 1. ledna 1894)
- 1975 – Louis Jordan, americký jazzový hudebník a skladatel (* 8. července 1908)
- 1987
  - Carl Rogers, americký psycholog a psychoterapeut (* 8. ledna 1902)
  - Władziu Valentino Liberace, americký hudebník a klavírista (* 16. května 1919)
- 1995
  - Godfrey Brown, britský atlet, olympijský vítěz (* 21. února 1915)
  - Patricia Highsmithová, americká spisovatelka (* 19. ledna 1921)
- 1999
  - František Bogataj, český voják v zahraničním odboji (* 21. března 1913)
  - Erich Hartmann, americký fotograf (* 29. července 1922)
- 2001
  - J. J. Johnson, americký pozounista (* 22. ledna 1924)
  - Iannis Xenakis, řecký hudební skladatel (* 29. května 1922)
- 2006 – Betty Friedanová, americká spisovatelka a feministická aktivistka (* 4. února 1921)
- 2009 – Lux Interior, americký zpěvák (* 21. října 1946)
- 2010 – Kostas Axelos, řecký filozof (* 26. června 1924)
- 2013
  - Pat Halcox, britský trumpetista (* 18. března 1930)
  - Reg Presley, britský zpěvák (* 12. června 1941)
  - Donald Byrd, americký jazzový a R&B trumpetista (* 9. prosince 1932)
- 2016 – Edgar Mitchell, americký astronaut (* 1930)
- 2021 – Millie Hughesová, americká astronautka (* 21. prosince 1945)
- 2024 – Barry John, velšský ragbista (* 6. ledna 1945)
- 2025 – Aga Khan IV, britský obchodník, filantrop a 49. imám nizáríjské větve ismá'ílíje (* 13. prosince 1936)

## Svátky

### Česko
- Jarmila
- Berenika
- Gilbert, Gilberta

### Svět
- Světový den boje proti rakovině
- Mezinárodní den lidského bratrství
- Srí Lanka: Den nezávislosti
- Angola: Povstání proti Portugalcům

Liturgický kalendář
- Svatá Veronika
- sv. Ondřej Corsini

## Pranostiky
- O svaté Veronice bývá ještě sanice.
- Svatá Veronika seká ledy z rybníka.

| 4. únor v pražském KlementinuÚdaje jsou platné k 11. 3. 2025. | 4. únor v pražském KlementinuÚdaje jsou platné k 11. 3. 2025. | 4. únor v pražském KlementinuÚdaje jsou platné k 11. 3. 2025. |
| minimum                                                       | denní průměr                                                  | maximum                                                       |
| ------------------------------------------------------------- | ------------------------------------------------------------- | ------------------------------------------------------------- |
| −24,6 °C (1830)                                               | 1,3 °C (od 1961)                                              | 14,8 °C (2004)                                                |